# Condado de Williamson (Illinois)
O Condado de Williamson é um dos 102 condados do Estado americano de Illinois. A sede do condado é Marion, e sua maior cidade é Marion. O condado possui uma área de 1 151 km² (dos quais 54 km² estão cobertos por água), uma população de 61 296 habitantes, e uma densidade populacional de 56 hab/km² (segundo o censo nacional de 2000). O condado foi fundado em 28 de fevereiro de 1839.